# District de Cuttack
Le district de Cuttack  (hindi : कटक जिला) est un district  de l'État de l'Odisha en Inde.

## Géographie
Au recensement de 2011, sa population est de 2 624 470 habitants pour une superficie de 3 932 km2.
Son chef-lieu est la ville de Cuttack.